# (36460) 2000 QA9
2000 QA9 (asteroide 36460) é um asteroide da cintura principal. Possui uma excentricidade de 0.18963580 e uma inclinação de 15.80994º.
Este asteroide foi descoberto no dia 25 de agosto de 2000 por Crni Vrh em Crni Vrh.